# Tsuyoshi Inukai
Tsuyoshi Inukai (jap. 犬養 毅 Inukai Tsuyoshi; ur. 20 kwietnia 1855 w Okayamie, zm. 15 maja 1932 w Tokio) – japoński polityk, premier, minister, publicysta, dziennikarz, działacz ugrupowań liberalnych.

## Przebieg kariery
Inukai był synem samuraja należącego do klanu Okayama. Studiował w Keiō Gijuku (obecnie: Uniwersytet Keiō). Jako reporter gazety Yūbin Hōchi Shinbun towarzyszył armii w trakcie rebelii w prowincji Satsuma na Kiusiu (1877). Pracował także dla gazety Tōkai Keizai Shinpō, a następnie współtworzył Konstytucyjną Partię Reform (Rikken Kaishintō; istniała w latach 1882–1896). W pierwszych wyborach powszechnych w 1890 r. został wybrany do Izby Reprezentantów i był kolejno wybierany 18 razy.
W latach 1898 i 1923 był ministrem edukacji (łącznie kilkanaście dni), a ministrem komunikacji w latach 1923–1924 i 1924-1925.
W latach 1929–1932 był przywódcą partii o nazwie Konstytucyjne Stowarzyszenie Przyjaciół Polityki (Rikken Seiyūkai; istniało w latach 1900–1940). Skupiała ona przedstawicieli oligarchii i polityków partyjnych, jak: Tōru Hoshi (1850–1901) i Yukio Ozaki (1858–1954).
Od 13 grudnia 1931 r. do 15 maja 1932 r. był premierem Japonii i jednocześnie ministrem spraw zagranicznych.
W dniu 15 maja 1932 r. został zamordowany przez grupę prawicowych kadetów Japońskiej Cesarskiej Marynarki Wojennej. Była to próba zamachu stanu zwana „incydentem z 15 maja”. Dramat ten zakończył erę gabinetów partyjnych przed II wojną światową.

## Zamach
W latach 30. XX w. – dobie narastającego nacjonalizmu – tego rodzaju aktów było w Japonii więcej. Ich sprawcy byli jednak traktowani przez sądy pobłażliwie, gdyż motywy ich postępowania były uznawane za pobudki patriotyczne. W „incydencie z 15 maja” wzięli udział obok cywilnych, prawicowych wywrotowców, oficerowie i kadeci cesarskiej armii i marynarki. Celem ich działania było objęcie władzy przez wojsko. Zaplanowano zabicie przywódców politycznych, doradców cesarskich i wpływowych przedstawicieli finansjery. Incydent skończył się fiaskiem z powodu braku szerokiego poparcia armii. Do 1940 r. wszyscy spiskowcy opuścili więzienia.
„Incydent z 15 maja” zawierał ważny element międzynarodowy. Do Japonii przybył bowiem Charlie Chaplin (towarzyszył mu m.in. brat Sydney) z promocją swojego filmu pt. Światła wielkiego miasta (City Lights). Był on przyjmowany z wielkimi honorami i entuzjazmem społeczeństwa, ale jednocześnie spotkał się z agresywnymi i prowokacyjnymi zachowaniami grupy przygotowującej zamach.
W niedzielę wieczorem w dniu 15 maja udał się na turniej sumō w towarzystwie syna premiera Inukai. W pewnym momencie japoński gospodarz został wezwany na zewnątrz sali i powrócił na miejsce dopiero po dłuższym czasie. Wyglądał tak źle, że Chaplin zapytał go, czy nie czuje się chory. Ken Inukai, trzymając głowę w dłoniach, powiedział mu: „Mój ojciec został właśnie zamordowany”. Obaj udali się natychmiast do rezydencji szefa rządu, gdzie podłoga nadal była zalana krwią zastrzelonego premiera. Chaplin, który miał się z nim spotkać następnego dnia, został otoczony przez dziennikarzy, ale zaszokowany sytuacją miał trudności z odpowiedzią. W tym momencie nie wiedział jeszcze, że również on był celem umieszczonym na liście zabójców.

## Galeria

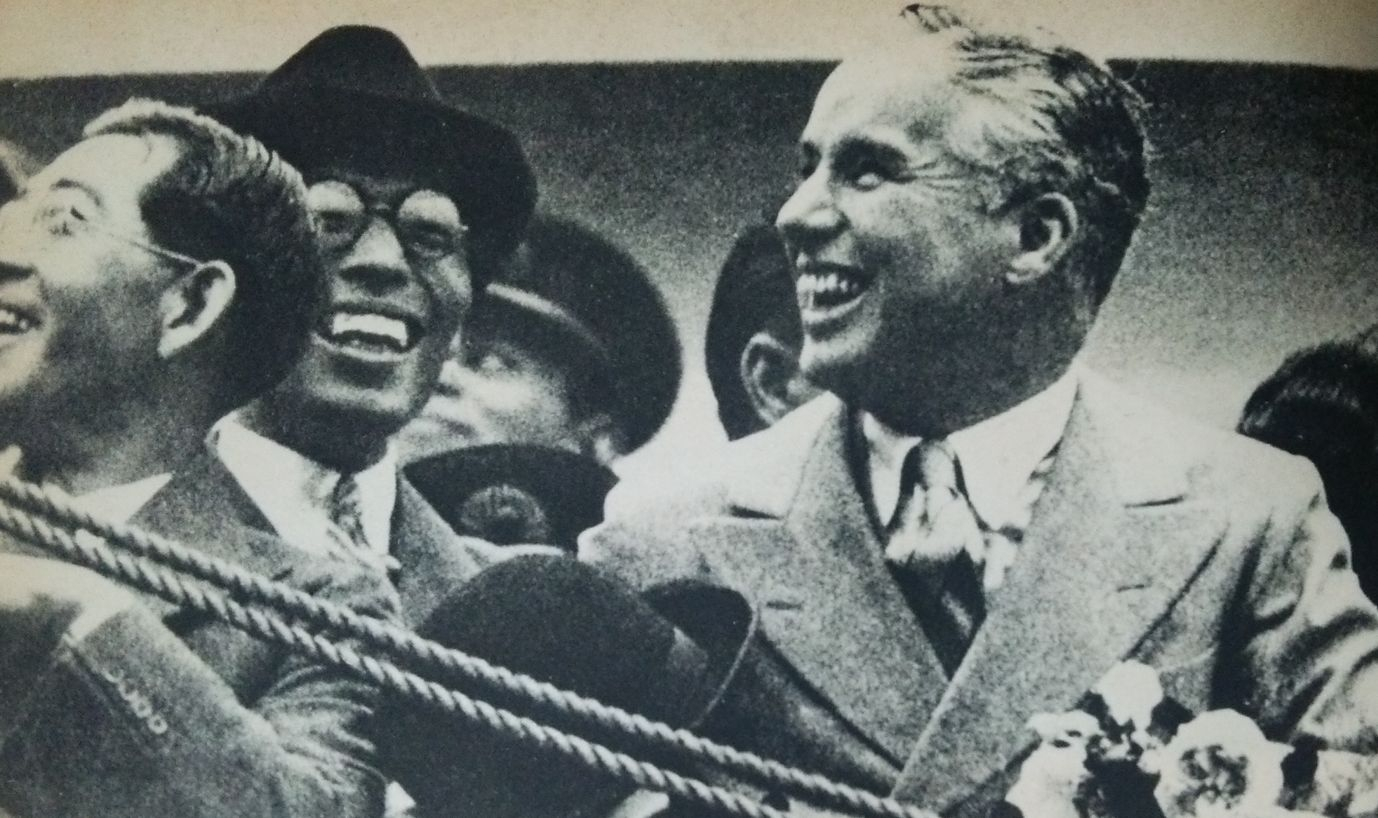
Chaplin po przybyciu do Japonii, w porcie Kobe
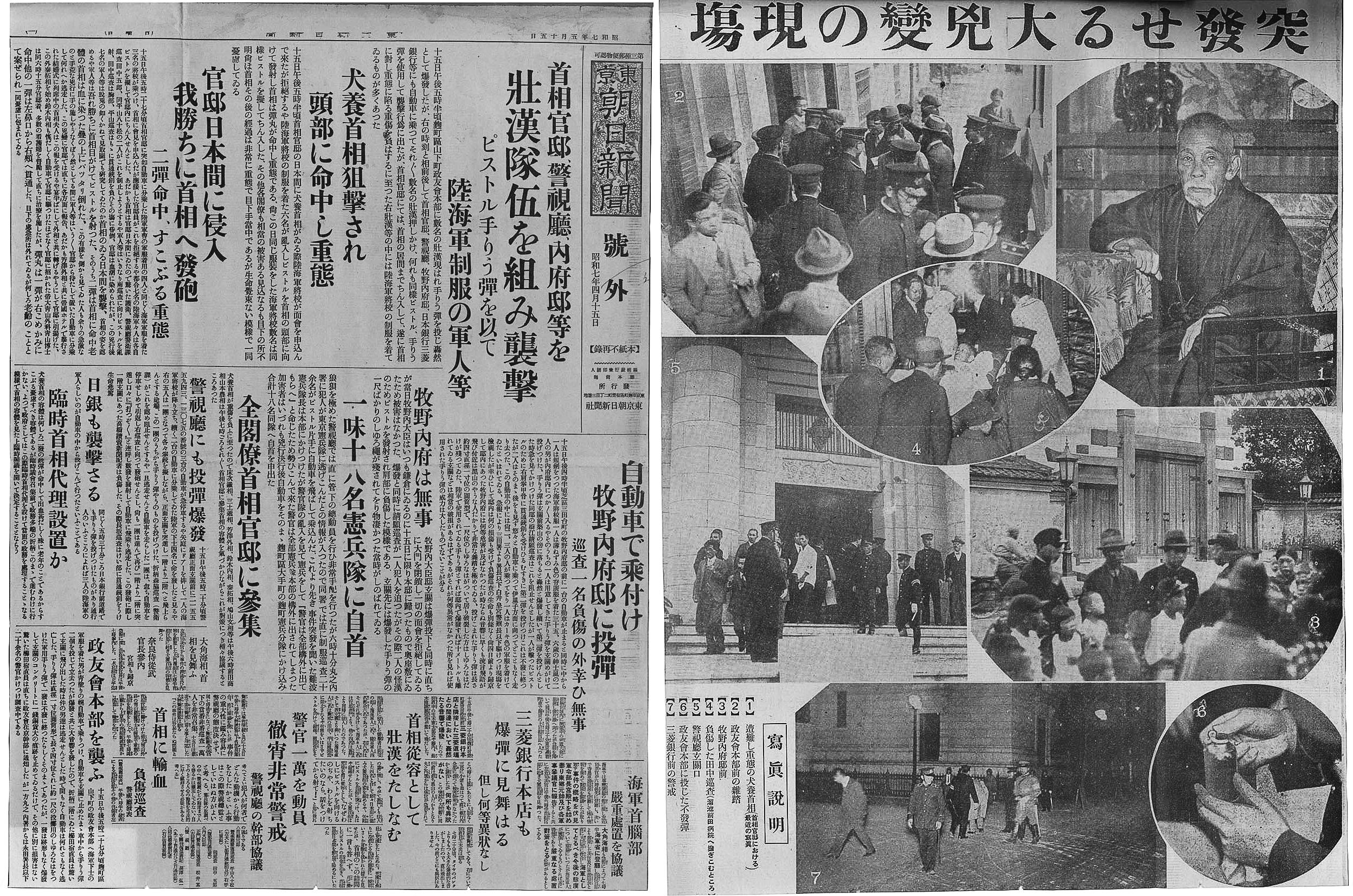
Opis incydentu w ówczesnej prasie
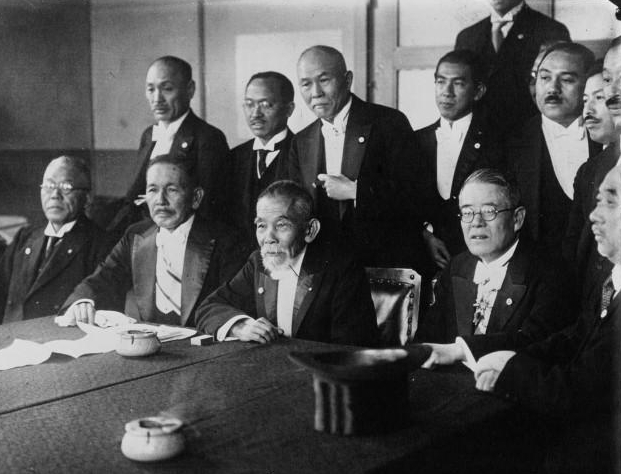
Inukai z członkami swojego gabinetu, 1931